# Колос (Саратовская область)
Колос — посёлок в Марксовском районе Саратовской области, входит в состав Зоркинского муниципального образования. Основан в 1978 году.

## География
Село находится в Низком Заволжье, относящемся к Восточно-Европейской равнине, у канала Комсомольский.
Абсолютная высота — 59 метров над уровнем моря.

## История
Основано в 1978 году. До 2004 года возглавляло Колосовский округ. С 2004 года входит в образованное Законом Саратовской области от 27 декабря 2004 года № 07-ЗСО муниципальное образование Зоркинское муниципальное образование.

## Население
| 2002 | 2010  |
| ---- | ----- |
| 1176 | ↗1243 |

Национальный состав
Согласно результатам переписи 2002 года, в национальной структуре населения русские составляли 65 % из 1176 чел.

## Инфраструктура
ФАП, отделение почтовой связи, средняя школа, детский сад, Дом культуры, продуктовые магазины.

## Транспорт
Доступен автотранспортом.